# Кастело (Казерта)
Кастело (итал. Castello) је насеље у Италији у округу Казерта, региону Кампанија.
Према процени из 2011. у насељу је живело 46 становника. Насеље се налази на надморској висини од 246 м.